# Ahmed Ibrahim Abdi
Ahmed Ibrahim Abdi (1933-2024) est un haut fonctionnaire et homme politique djiboutien.

## Carrière
Ahmed Ibrahim Abdi commence sa carrière comme fonctionnaire dans l'administration coloniale française, au service des contributions.
A l'indépendance de Djibouti, en juin 1977, il devient le premier ambassadeur en France du nouveau pays jusqu'en 1989, puis auprès de la communauté européenne .
Il rentre ensuite à Djibouti, où il devient ministre du commerce, puis du travail. Se retrouvant sans portefeuille à l'occasion d'un remaniement, il est candidat à l'élection présidentielle en 1993 contre Hassan Gouled Aptidon (qui est réélu au premier tour avec 61 % des voix). On peut noter qu'il est le beau-frère d'un autre candidat, Mohamed Djama Elabeh.
Il est nommé, pour huit ans, président du Conseil constitutionnel djiboutien  le 11 novembre 2009  par le président de la République Ismail Omar Guelleh. À ce titre, il valide les réélections d'Ismail Omar Guelleh en avril 2011 et 2016.